# Suippes
Suippes és un municipi francès, situat al departament del Marne i a la regió del Gran Est. L'any 2007 tenia 3.791 habitants.

## Demografia

### Població
El 2007 la població de fet de Suippes era de 3.791 persones. Hi havia 1.230 famílies, de les quals 323 eren unipersonals (153 homes vivint sols i 170 dones vivint soles), 381 parelles sense fills, 464 parelles amb fills i 62 famílies monoparentals amb fills.
La població ha evolucionat segons el següent gràfic:
Habitants censats

### Habitatges
El 2007 hi havia 1.395 habitatges, 1.251 eren l'habitatge principal de la família, 17 eren segones residències i 127 estaven desocupats. 1.073 eren cases i 308 eren apartaments. Dels 1.251 habitatges principals, 643 estaven ocupats pels seus propietaris, 583 estaven llogats i ocupats pels llogaters i 25 estaven cedits a títol gratuït; 21 tenien una cambra, 39 en tenien dues, 191 en tenien tres, 409 en tenien quatre i 591 en tenien cinc o més. 838 habitatges disposaven pel capbaix d'una plaça de pàrquing. A 646 habitatges hi havia un automòbil i a 402 n'hi havia dos o més.

### Piràmide de població
La piràmide de població per edats i sexe el 2009 era:
| Homes | Edats   | Dones |
| ----- | ------- | ----- |
| 8     | 95 o +  | 4     |
| 4     | 90 a 94 | 32    |
| 16    | 85 a 89 | 28    |
| 8     | 80 a 84 | 12    |
| 24    | 75 a 79 | 44    |
| 72    | 70 a 74 | 56    |
| 60    | 65 a 69 | 76    |
| 88    | 60 a 64 | 80    |
| 60    | 55 a 59 | 56    |
| 120   | 50 a 54 | 76    |
| 72    | 45 a 49 | 104   |
| 108   | 40 a 44 | 80    |
| 176   | 35 a 39 | 104   |
| 132   | 30 a 34 | 168   |
| 272   | 25 a 29 | 116   |
| 276   | 20 a 24 | 88    |
| 74    | 15 a 19 | 84    |
| 136   | 10 a 14 | 100   |
| 160   | 5 a 9   | 152   |
| 124   | 0 a 4   | 124   |

## Economia
El 2007 la població en edat de treballar era de 2.545 persones, 1.960 eren actives i 585 eren inactives. De les 1.960 persones actives 1.830 estaven ocupades (1.214 homes i 616 dones) i 131 estaven aturades (45 homes i 86 dones). De les 585 persones inactives 138 estaven jubilades, 203 estaven estudiant i 244 estaven classificades com a «altres inactius».

### Ingressos
El 2009 a Suippes hi havia 1.259 unitats fiscals que integraven 3.207 persones, la mediana anual d'ingressos fiscals per persona era de 15.095,5 €.

### Activitats econòmiques
Dels 106 establiments que hi havia el 2007, 7 eren d'empreses extractives, 4 d'empreses alimentàries, 9 d'empreses de fabricació d'altres productes industrials, 10 d'empreses de construcció, 25 d'empreses de comerç i reparació d'automòbils, 8 d'empreses de transport, 8 d'empreses d'hostatgeria i restauració, 3 d'empreses financeres, 6 d'empreses immobiliàries, 5 d'empreses de serveis, 15 d'entitats de l'administració pública i 6 d'empreses classificades com a «altres activitats de serveis».
Dels 27 establiments de servei als particulars que hi havia el 2009, 1 era una oficina d'administració d'Hisenda pública, 1 gendarmeria, 1 oficina de correu, 2 oficines bancàries, 1 funerària, 4 tallers de reparació d'automòbils i de material agrícola, 1 taller d'inspecció tècnica de vehicles, 3 guixaires pintors, 3 fusteries, 2 lampisteries, 1 electricista, 4 perruqueries i 3 restaurants.
Dels 12 establiments comercials que hi havia el 2009, 3 eren supermercats, 3 fleques, 1 una fleca, 1 una peixateria, 1 una llibreria, 1 una sabateria, 1 una botiga de material de revestiment de parets i terra i 1 una joieria.
L'any 2000 a Suippes hi havia 22 explotacions agrícoles que ocupaven un total de 2.034 hectàrees.

## Equipaments sanitaris i escolars
El 2009 hi havia 2 farmàcies i 1 ambulància.
El 2009 hi havia 2 escoles maternals i 2 escoles elementals. Suippes disposava d'un col·legi d'educació secundària amb 341 alumnes.

## Poblacions més properes
El següent diagrama mostra les poblacions més properes.